# Tuberaria macrosepala
Tuberaria macrosepala é uma espécie de planta com flor pertencente à família Cistaceae. 
A autoridade científica da espécie é (Salzm. ex Boiss.) Willk., .

## Portugal
Trata-se de uma espécie presente no território português, nomeadamente em Portugal Continental.
Em termos de naturalidade é introduzida nas três regiões atrás referidas.

## Protecção
Não se encontra protegida por legislação portuguesa ou da Comunidade Europeia.